# Ricardo René Haidar
Ricardo René Haidar (San Guillermo, 15 de enero de 1944 - desaparecido en Brasil el 19 de diciembre de 1982) fue un guerrillero argentino.

## Los inicios de su actividad política
Nació en la pequeña localidad de San Guillermo, a 25 km al este del punto geográfico donde se tocan las provincias de Santa Fe, Córdoba y Santiago del Estero (cerca de la laguna Mar Chiquita) y a 245 km al noroeste de la ciudad de Santa Fe, capital de la provincia.
Estudió Ingeniería Química en la Facultad de Ingeniería Química de la Universidad Nacional del Litoral (UNL), donde comenzó a militar en el Ateneo Santa Fe que se había originado en el Colegio Mayor de esa ciudad y que por entonces conducía su compañero de estudios Mario Freddy Ernst. Luego de la caída del presidente constitucional Juan Domingo Perón, la Iglesia católica organizó casas para alojar a estudiantes universitarios que eran conocidas como Colegios Mayores, y su espacio físico era aprovechado para dictar, por fuera de las carreras de grado, conferencias y cursos sobre temas políticos, económicos y sociales favoreciéndose el debate de ideas, que muchas veces era canalizada hacia la actividad política. Tanto en Santa Fe como en Córdoba sectores integralistas hicieron un pasaje gradual hacia un nacionalismo revolucionario identificado con el peronismo, a partir de la idea de compromiso con los pobres, y la evidencia de que en la Argentina estos sectores eran mayoritariamente peronistas.
El Ateneo Santa Fe tomó un lugar relevante en los debates que por entonces se daban dentro del catolicismo; en mayo de 1964 convocó a una reunión de humanistas, integralistas, ateneístas y socialcristianos, entre otras corrientes, en la cual hubo coincidencia en la necesidad de un «cambio de estructuras», si bien diferían en cuanto a considerar o no compañeros de lucha a los sectores que no eran cristianos. Ese año el Ateneo Santa Fe, al igual que el integralismo cordobés, decidió ocupar las facultades en adhesión al Plan de Lucha de la CGT (Confederación General del Trabajo).
En el proceso de acercamiento hacia las posiciones del peronismo de izquierda tuvo un papel relevante el Colegio Mayor vinculado a la Facultad de Ingeniería Química, que estaba presidido por Mario Freddy Ernst, quien tenía importante influencia sobre el resto de los universitarios. Algunos de los que lo acompañaban en su militancia eran los estudiantes Ricardo René Haidar, Roberto Rufino Pirles, Osvaldo Agustín Cambiasso, Raúl Clemente Yagger, Raúl Braco, Juan Carlos Menesses, Marcelo Nívoli y Carlos Legaz, a los que luego se sumó, entre otros, Fernando Vaca Narvaja.

## Incorporación a la lucha armada
Un pequeño grupo de estudiantes del Ateneo, entre los que estaba Haidar, formó un aparato militar clandestino que en septiembre de 1969 llevó a cabo los asaltos al Tiro Federal Argentino y a una comisaría de San Carlos Sud (a 36 km al oeste de la ciudad de Santa Fe), que firmaron como Comando Eva Perón en comunicados en que llamaban a luchar por la «revolución social argentina».
En mayo de 1970 se incorporaron al proceso de integración que culminaría ese mes con la aparición pública de la organización político-militar Montoneros. Participó en diversas acciones armadas, la más importante de las cuales fue el robo de un camión que transportaba explosivos ocurrida el 22 de mayo de 1970 que fue firmada como FAP (Fuerzas Armadas Peronistas). El 11 de febrero de 1971, Montoneros hizo su aparición pública en Santa Fe con la voladura de una comisaría en construcción, que firmaron como Unidad Básica de Combate Eva Perón.

## Su encarcelamiento
Fue detenido en febrero de 1972, acusado junto a otras diez personas, de asaltar la casa del intendente de Santa Fe y dirigente de Nueva Fuerza, Conrado Puccio, que murió en el hecho. Su compañera Raquel Liliana Gelín fue la primera mujer que murió combatiendo en la guerrilla argentina.
Haidar fue luego trasladado a la cárcel de Rawson, donde el 15 de agosto de 1972 participó de un intento de fuga durante el cual fue muerto el guardiacárcel Juan Gregorio Valenzuela, pero no logró escapar y fue recapturado en el aeropuerto de aquella ciudad. Trasladado a la Base Aeronaval Almirante Zar, el 22 de agosto fue uno de los tres únicos sobrevivientes del ametrallamiento masivo disfrazado de intento de fuga realizado por personal militar el 22 de agosto de 1972 y continúa detenido hasta el 25 de mayo de 1973 en que luego de una manifestación masiva frente a la cárcel es puesto en libertad por disposición del presidente Héctor J. Cámpora que había asumido ese día e incluido en la amnistía dispuesta por el Congreso.

## Actividad de democracia
Fue uno de los jefes montoneros que participó del acto realizado el 11 de marzo de 1974 en el estadio del Club Atlético Atlanta conmemorando el primer aniversario del triunfo electoral de Cámpora e integró la delegación de dirigentes montoneros que visitó al general Omar Torrijos en Panamá. El 25 de abril de 1974, cuando crecía la tensión política por el enfrentamiento de sectores dentro del peronismo, participó junto a otros dirigentes de la Juventud Peronista en una reunión con Juan Domingo Perón tendiente a llegar a un entendimiento para el acto de una semana después del 1º de mayo de 1974.
Hacia octubre de 1975 con Roberto Perdía y un pequeño número de montoneros se une, con el objetivo de adquirir práctica para su propio proyecto de foco rural a la guerrilla que el Ejército Revolucionario del Pueblo tenía en la provincia de Tucumán.

## Su desaparición
Luego del golpe de Estado de 1976 sus hermanas Mirta Malena y Adriana Isabel Haidar aparecieron muertas y la información oficial lo atribuyó a un enfrentamiento. Haidar era jefe de Inteligencia de lo que quedaba de Montoneros en Argentina cuando el 19 de diciembre de 1982 fue secuestrado en Brasil y continúa desaparecido.